# Lars Westerman
Lars Westerman, född 1952 i Skäfthammars socken, är en svensk konstnär.
Han utbildade sig på Konstfack, Stockholm, Teckningslärarutbildning 1973–1977 och Gerlesborg, Temperamåleri 1990.
Han debuterade 1970 på Galleri Röda Längan i Gävle och har sedan haft omkring 50 separatutställningar, bland annat på Galleri Överkikaren Stockholm, Sandvikens konsthall, Arvika konsthall, Bollnäs konsthall, Galleri K Gävle och Söderhamns konsthall. 
Han har också ställt ut i ett 50-tal samlingsutställningar, bland annat Unga tecknare, Nationalmuseum, Vårsalongen Liljecvalchs, Nordisk teckningstriennal och Hedbergs i Vinslöv.
Lars Westerman har erhållit flera stipendier, däribland Sandvikens kommuns kulturstipendium och Ecke Hedbergsstipendiet.
Han är representerad i flera regioner och kommuner. På Länsmuseet i Gävleborg och med en målning och två skulpturer i Sandvikens kyrka.